# HMS Queen Charlotte (1810)
La HMS Queen Charlotte era un vascello di prima classe a tre ponti da 104 cannoni della Royal Navy, costruito negli anni dieci del XIX secolo, e rimasta in servizio come nave scuola fino al 1892.

## Storia
In sostituzione della precedente Queen Charlotte affondata per esplosione interna al largo di Livorno il 13 marzo 1800,  l’Ammiragliato nel luglio 1801 ordinò la costruzione di un nuovo vascello prima classe da 104 cannoni presso i Deptford Dockyard.  Progettata da Edward Hunt, l’unità fu impostata nell’ottobre 1805, e varata il 17 luglio 1810. 
Entrata in servizio nel gennaio 1813, fu assegnata alla squadra navale che bloccava il porto di Brest. Ritornata in Patria, il 20 luglio 1814 arrivò a Bordeaux trasportando il 43º Reggimento fanteria di linea.  Dopo la fine delle guerre napoleoniche venne assegnata in forza alla squadra navale dell’Africa occidentale appositamente costituita per la soppressione della tratta degli schiavi. L’11 marzo 1816 vicino a Capo Mesurado catturò la nave negriera francese Le Louis, scortandola successivamente a Freetown, in Sierra Leone. La locale giuria dell'ammiragliato dichiarò che la nave francese e il suo carico venissero incamerati come legittime prede, tuttavia, quando questo fatto fu portato in appello davanti all'Alta Corte dell'Ammiragliato, il giudice William Scott ribaltò la sentenza, dichiarando che il modo in cui il Le Louis era stato fermato e sequestrato era illegale. Pur accettando il fatto che ciò avrebbe costituito in serie ostacolo alla soppressione della tratta degli schiavi, il giudice sostenne che questa avrebbe dovuto essere risolta attraverso trattati internazionali piuttosto che da ufficiali della Marina che eccedevano in quello che era loro permesso fare.
Ricoprì il ruolo di nave ammiraglia della squadra navale al comando di Lord Exmouth durante il bombardamento di Algeri avvenuto il 27 agosto 1816. Nel 1831 il vascello venne sottoposto a grandi lavori di ricostruzione, che comportarono modifiche all'armamento, alle dimensioni e l'equipaggio fu portato a 837 uomini.
Il 17 settembre 1817 il Linnet, un tender della Queen Charlotte, sequestrò un carico di tabacco di contrabbando. Gli ufficiali e l'equipaggio della Queen Charlotte si suddivisero  il premio in denaro ricavato dalla sua vendita.
Posta in riserva a Portsmouth nel gennaio del 1848, l'unbità venne messa in disarmo il 20 dicembre dello stesso anno. Nel 1859 riprese per un breve periodo in ruolo di nave ammiraglia, su cui alzò la sua insegna il viceammiraglio Edward Harvey. Il 31 dicembre dello stesso anno fu convertita in nave scuola con il nome di Excellent, compito che assolse fino 1892, quando il 12 gennaio venne venduta per la demolizione.

### Annotazioni
1. ↑  Tale attacco fu lanciato per salvare gli ostaggi europei catturati dai pirati nordafricani.
2. ↑  Una quota di prima classe valeva 101 sterline, 18 scellini e 8 penny, mentre la quota di sesta classe, quella di un marinaio ordinario, valeva 8 scellini e 2¼ penny.

### Fonti
1. ↑  The Times (London), Wednesday, 18 July 1810, p.3
2. ↑  Lavery 2003, p. 187.
3. 1 2 3  Lyon, Winfield 2004, p. 35.
4. 1 2 3 4 5  Colledge, Warlow 2006, p. 283.
5. 1 2 3 4 5 6 7  Pbenyon.
6. ↑  (EN) Report of the Directors of the African Institution Read at the Annual General Meeting: On the .., London, African Institution, 1818. URL consultato il 23 luglio 2016.
7. ↑  (EN) The London Gazette (PDF), n. 17360, 16 maggio 1818.